# Luo (Sprache)
Luo (Eigenbezeichnung: Dholuo [d̪ólúô]) ist die Sprache des Volkes der Luo am Viktoriasee in Kenia und Tansania, dem etwa 4 Millionen Menschen angehören.
Die ostafrikanische Schriftstellerin Grace Ogot verfasste Romane und Kurzgeschichten in ihrer Muttersprache Luo sowie in Englisch.

## Redewendungen
- Misawa! – Hallo!
- Amosi! – Grüß dich!
- Idhi nade? – Wie geht’s?
- Nade? – Wie gehts?
- Adhi maber. – Mir geht’s gut.
- Ber ahinya. – Gut, bestens.
- Erokamano! – Danke!
- Erokamano ahinya! – Vielen Dank!
- Aheri! – Ich liebe dich!
- Bi kaa! – Komm her!
- Oriti! – Auf Wiedersehen!
- Wanere! – Wir sehen uns!
- Wanere kiny! – Wir sehen uns morgen!

## Sprichwörter
- Omena bende rech. – wörtl.: „Eine Sardine ist klein, aber trotzdem ein Fisch.“ – entspricht: „An kleinen Brunnen löscht man auch den Durst.“
- Kuot ogwal, ok mon dhiang’ modho pi. – wörtl.: „Der Frosch, der sich im Wasser aufbläht, hält die Kuh nicht vom Trinken ab.“